# 甯玉
甯玉（1236年—1302年），元朝将领，孟州河阳人。
甯玉貌魁梧，膂力绝人。十七岁署孟津渡长。跟随忽必烈渡江，以功授百户。元世祖即位，召甯玉充河道官，疏浚玉泉河。至元三年，元军攻襄樊，甯玉奉檄导邓州七里河由新野而南，以通粮运。合围襄阳，以甯玉摄万户府事，兼管浮梁津渡，教习水军。至元十一年，伯颜渡江，甯玉以千人为前导，率领轻舸五十艘夺南崖。至彭蠡湖口，甯玉督士卒，将巨木为碇。使伯颜大军渡过。参与丁家洲之战有功，拜管军千户，佩金符。伯颜入建康，使甯玉督造战舰，甯玉率领三十艘守龙湾口。宋将姜才乘夜来攻，甯玉以巨舰夹击。攻克平江府，驻守太湖长桥。甯玉招集当地流民四万余家，转任管军总管，擢升为浙西道吴江长桥都元帅，兼沿海上万户，佩金虎符。至元二十三年，因病乞归。不久，甯玉跟随镇南王讨交趾。至安南，得病，镇南王让他归国，以子甯居仁袭职。大德六年去世，年六十七岁。甯居仁袭沿海上万户，佩金虎符。参与讨伐爪哇，擢升为昭勇大将军、佩三珠虎符、左军上万户。再擢为镇国上将军、广东道宣慰都元帅。甯居仁之弟甯居正，参与讨伐交趾，官至杭州路领海船千户、佥行枢密院事。